# Emílio Virgínio dos Santos
Emílio Virgínio dos Santos (Vacaria, 1862 — , 12 de abril de 1935) foi um político brasileiro.
Foi deputado à Assembleia Legislativa Provincial de Santa Catarina na 25ª legislatura (1884 — 1885).
Foi promotor público em Lages, em 1893.